# Пьерола, Николас де
Николас Фернандес де Пьерола Вильена (исп. Nicolás Fernández de Piérola Villena; 5 января 1839, Арекипа — 23 июня 1913, Лима) — перуанский государственный и политический деятель, временный президент Перу (23 декабря 1879 — 12 марта 1881) и президент Перу (8 сентября 1895 — 8 сентября 1899).

## Биография
С 1869 года по 1871 год был министром финансов при правительстве президента Хосе Бальты. Он был инициатором подписания контракта с французской компанией «Dreyfus», дающего монопольное право на вывоз основного экспортного продукта Перу того времени — ценного удобрения гуано.
Между 1874 и 1877 годами он несколько раз пытался свергнуть действующих в то время президентов Мануэля Пардо и Мариано Игнасио Прадо, но в результате потерпел поражение и был вынужден покинуть страну и отправиться сначала в Боливию, а потом в Чили.
В 1877 году Пьерола сделал неудачную попытку вернуться в страну на борту мятежного броненосца «Уаскар», Против Пьеролы выступили два британских корабля, что привело к сражению. В итоге повстанцы капитулировали, но всё же добились успеха: в отставку ушёл кабинет министров Перу.
В 1879 году, после начала войны с Чили, воспользовавшись отъездом президента Мариано Игнасио Прадо в Европу, Николас де Пьерола совершил государственный переворот и объявил себя Верховным Главнокомандующим Перу. Впоследствии он препятствовал возвращению Прадо в страну, объявив того предателем и обвинив в присвоении средств, собранных на войну. Он управлял страной до тех пор, пока чилийские войска не оккупировали Лиму в 1881 году, после чего Пьерола сначала организовал правительство в эвакуации, но вскоре был вынужден отказаться от поста руководителя государства.
В 1882 году Пьерола основал Демократическую партию Перу и вошел в оппозицию. Во время с 1890 по 1894 год Демократическая партия во главе с Пьеролой подвергалась репрессивным мерам. Объединившись с Гражданской партией и став политически сильным, Николас де Пьерола оспорил переизбрание Касереса и сумел свергнуть его после короткой гражданской войны 1894–1895 годов.
В 1895 году Пьерола был избран на пост президента Перу. Его президентство историками признаётся удачным, а период, начавшийся с его правления, называется Национальной Реконструкцией. Основной его заслугой признаётся уменьшение внешнего долга Перу, общее оздоровление экономики, при Пьероле были приняты ряд законов для стимулирования частного бизнеса, а также для защиты национальной промышленности и сельского хозяйства. При нём возобновилась чеканка золотого соля, по золотому содержанию соответствовавшему британскому соверену.
Благодаря его правлению в Перу начался сильный экономический рост, в связи с ним появилось много рабочих мест, а на многих производствах были задействованы женщины, что было необычно для Латинской Америки того времени. Поскольку рабочей силы всё равно не хватало, в 1899 году началась японская иммиграция, одним из потомков таких иммигрантов стал Альберто Фухимори.
В 1900 году баллотировался на пост мэра столицы, но проиграл выборы. В 1904 году стал кандидатом в президенты от Демократической партии, но проиграл выборы Хосе Пардо и Барреда.